# We Are Scientists
We Are Scientists é uma banda novaiorquina, formada em Berkeley, Califórnia. Formado originalmente por Keith Murray (bateria), Chris Cain (baixo e vocal de apoio) e Scott Lamb (guitarra e vocal), antes de Michael Tapper se tornar o baterista e Keith guitarrista e vocalista, a banda indie tem um som parecido com as já famosas, escocesa Franz Ferdinand e inglesa Bloc Party. Assim como as mesmas, tem um som se baseia no movimento pós-punk. 

## História
Keith Murrey e Cris Cain se conheceram em 1997 no Pomona College juntamente com Scott Lamb, que saiu da banda em 1999. Logo após, conheceram Michael Tapper, que estudava na Harvey Mudd College. As duas faculdades são em Claremont, Califórnia. E então se mudaram para Berkeley, Califórnia por um pequeno período de tempo, onde se tornaram o We Are Scientists. Este nome vem de uma música "We Are Scientists!", da banda Cap'n Jazz.
Depois disso, eles se mudaram para o Brooklin, Nova Iorque, em 2001. 
Formado em 2000, o trio lançou três EP e, em 2006, lançou o seu primeiro álbum de estréia ‘With Love and Squalor’, que ficou entre os dez da Billboard na lista de discos "Promissores". Os singles lançados foram: "Nobody Move, Nobody Get Hurt", "It's a hit" e "The Great Escape". Em 2007, Michael Tapper deixou a banda durante shows na Inglaterra. Em 2008 foi lançado o Brain Trust Mastery, com os singles "After Hours", "Chick Lit" e "Impatience". Em 2009, o baterista da banda Razorlight, Andy Burrows juntou-se a banda para gravar o 3º álbum. Em 2010 foi lançado "Barbara", coom o s singles "Rules Don't Stop", "Nice Guys" e "I Don't Bite". A Banda ainda conta com a presença de Danny Allen, tocando bateria quando Andy Burrows não está disponível e nos sintetizadores.